# 陸知命
陸 知命（りく ちめい、548年 - 614年）は、隋の政治家。字は仲通。本貫は呉郡富春県。

## 経歴
南朝陳の散騎常侍の陸敖の子として生まれた。陳の始興王陳叔陵の下で行参軍を務め、後に太学博士・南獄正を歴任した。開皇9年（589年）、陳が滅亡すると、帰郷した。江左で高智慧らが乱を起こすと、晋王楊広は江都に駐屯し、三呉の名望家たちを召しだして、叛乱者たちを説得させようとした。知命はこれに応じて叛乱側の十七城を説得して下し、その渠帥の陳正緒・蕭思行ら300人あまりを降伏させた。功績により儀同三司に任ぜられて、田宅を賜った。このとき弟の陸恪も登用されて汧陽県令となったが、知命は陸恪が県令の才能ではないとして辞退させた。
隋による天下の統一が完成すると、知命は洛陽に都を置くよう文帝に勧めるため、太平頌を奉って風刺した。このため文帝の不興を買って、数年の間は時宜をえなかった。ときに朝廷におもむいて高句麗に対する使者となることを願い出た。知命は「皇風を宣示し、かの君臣を闕下に縛って面会させましょう」と壮語したので、文帝はかれを尋常でない人物とみなした。一年あまりして、普寧鎮将に任ぜられた。知命には正しくまっすぐな人物であるとの評判もあったので、御史台で待詔の任務をえた。
仁寿4年（604年）、煬帝が即位すると、知命は治書侍御史に任ぜられた。発言を遠慮しなかったので、官僚たちには避けられたが、煬帝はかれを敬愛した。後に事件に連座して罷免された。一年あまりして、復職した。ときに斉王楊暕が驕慢で気儘に振る舞い、小人物を近づけたので、知命はこのことを弾劾すると、結果として楊暕は罪をえて、官僚たちは慄然とした。高句麗遠征がおこなわれると、東暆道受降使者を務めた。大業10年（614年）、67歳で軍中で死去した。御史大夫の位を追贈された。

## 伝記資料
- 『隋書』巻66 列伝第31
- 『北史』巻77 列伝第65